# 麦克·罗加尔斯基
麦克·罗加尔斯基（波蘭語：Michał Rogalski，1987年6月23日—），波蘭男子羽毛球運動員。

## 簡歷
2013年8月，麦克·罗加尔斯基出戰保加利亞國際賽，贏得男子單打冠軍；在緊接進行的斯洛伐克公開賽，又贏得男子單打亞軍。
2014年8月，罗加尔斯基參加丹麥哥本哈根舉行的世界羽毛球錦標賽，出戰男子單打項目，首圈就以0比2（15-21、12-21）負於6號種子、中國的王睜茗出局。
2015年8月，罗加尔斯基參加印尼雅加達舉行的世界羽毛球錦標賽，出戰男子單打項目。他在首圈以2-0擊敗日本名將田兒賢一晉級，但在第二圈就以1比2（18-21、21-13、13-21）不敵13號種子、香港的胡贇出局。

## 主要比賽成績
只列出曾進入準決賽的國際賽事成績：
| 年份   | 賽事                 | 公開賽級別 | 項目     | 拍檔              | 成績   |
| ------ | -------------------- | ---------- | -------- | ----------------- | ------ |
| 2008年 | 羅馬尼亞羽毛球國際賽 | 國際系列賽 | 男子雙打 | 卢卡斯·莫伦       | 亞軍   |
| 2008年 | 俄羅斯羽毛球大獎賽   | 大獎賽     | 男子雙打 | 卢卡斯·莫伦       | 準決賽 |
| 2013年 | 保加利亞羽毛球國際賽 | 國際挑戰賽 | 男子單打 | －                | 冠軍   |
| 2013年 | 斯洛伐克羽毛球公開賽 | 未來系列賽 | 男子單打 | －                | 亞軍   |
| 2014年 | 希臘羽毛球國際賽     | 國際系列賽 | 男子單打 | －                | 亞軍   |
| 2014年 | 波蘭羽毛球國際賽     | 國際系列賽 | 男子單打 | －                | 冠軍   |
| 2014年 | 保加利亞羽毛球公開賽 | 國際系列賽 | 男子單打 | －                | 亞軍   |
| 2016年 | 土耳其羽毛球國際賽   | 國際系列賽 | 男子單打 | －                | 準決賽 |
| 2017年 | 波蘭羽毛球公開賽     | 國際挑戰賽 | 男子單打 | －                | 準決賽 |
| 2017年 | 挪威羽毛球國際賽     | 國際系列賽 | 男子單打 | －                | 準決賽 |
| 2018年 | 立陶宛羽毛球國際賽   | 未來系列賽 | 男子單打 | －                | 亞軍   |
| 2018年 | 白俄羅斯羽毛球國際賽 | 未來系列賽 | 男子單打 | －                | 準決賽 |
| 2018年 | 希臘羽毛球公開賽     | 國際系列賽 | 男子單打 | －                | 準決賽 |
| 2018年 | 希臘羽毛球公開賽     | 國際系列賽 | 男子雙打 | 阿德里安·齐奥尔科 | 亞軍   |
| 2019年 | 伊朗羽毛球國際挑戰賽 | 國際挑戰賽 | 男子單打 | －                | 準決賽 |
| 2019年 | 加納羽毛球國際賽     | 國際系列賽 | 男子單打 | －                | 準決賽 |
| 2019年 | 波蘭羽毛球國際賽     | 國際系列賽 | 男子單打 | －                | 準決賽 |

| 2007-2017年 | 首要超級賽 | 超級賽 | 黃金大獎賽 | 大獎賽 | 國際挑戰賽 | 國際系列賽 | 未來系列賽 | 其他 |

| 2018-2026年 | 總決賽 | 超級1000賽 | 超級750賽 | 超級500賽 | 超級300賽 | 超級100賽 | 國際挑戰賽 | 國際系列賽 | 未來系列賽 | 其他 |

### 奧運會和世錦賽參賽紀錄
|          | 2014 | 2015 |      | 2019 | 2020 | 2021 |
| 男子單打 | 64強 | 32強 | 64強 | －   | 32強 |      |